# Stricken
Stricken – dziewiąty singel amerykańskiej, nu metalowej grupy Disturbed.

## Lista utworów

### CD 1
1. "Stricken" – 4:07
2. "Hell" – 4:14
3. "Darkness" (Live from Music as a Weapon II) – 4:02

### CD 2
1. "Stricken" – 4:07
2. "Dehumanized" – 3:31

### Winyl
1. "Stricken" – 4:07
2. "Dehumanized" – 3:31